# Стоквин, Джулиан
Джулиан Стоквин (англ. Julian Stockwin) — британский писатель, наиболее известный как автор приключенческих рассказов и романов.

## Биография
Родился в 1944 году в городе Бэйсингсток, Великобритания. В возрасте 15 лет поступил на службу в королевский военно-морской флот, затем перевёлся в Австралийские ВМФ. Нёс службу в Южных морях, принимал участие в боевых действиях во Вьетнаме. После выхода в отставку в чине лейтенант-коммандера долго жил на Востоке, выучился на психолога. В 1990 году вернулся в Англию, где и начал карьеру писателя. Результатом его усилий стала сага о Кидде.

### Книги о Томе Кидде
- Kydd (2001)
- Artemis (2002)
- Seaflower (2003)
- Mutiny (2004)
- Quarterdeck (2005)
- Tenacious (2005)
- Command (2006)
- The Admiral's Daughter (2007)
- Treachery (2008)
- Invasion (2009)
- Victory  (2010)
- Conquest (6/2011)
- Betrayal (2012)

### Нехудожественная литература
- Stockwin's Maritime Miscellany: A Ditty Bag of Wonders from the Golden Age of Sail (2009) (2009)